# Neunkirchen am Sand
Neunkirchen am Sand (amtlich Neunkirchen a.Sand) ist eine Gemeinde im mittelfränkischen Landkreis Nürnberger Land inmitten der Metropolregion Nürnberg.

## Geografie

### Nachbargemeinden
Nachbargemeinden sind (im Norden beginnend im Uhrzeigersinn): Schnaittach, Kirchensittenbach, Reichenschwand, Ottensoos und Lauf an der Pegnitz.

### Gemeindegliederung
Die Gemeinde hat 7 Gemeindeteile  (in Klammern ist der Siedlungstyp angegeben):
- Eichig (Einöde)
- Kersbach (Pfarrdorf)
- Neunkirchen am Sand (Pfarrdorf)
- Rollhofen (Dorf)
- Speikern (Dorf)
- Weißenbach (Dorf)
Wurde erstmals 1360 erwähnt, der Name weist auf einen klaren Bach in der Nähe des Glatzensteines hin.
- Wolfshöhe (Weiler)
1856 wurde vom Schnaittacher Ziegeleibesitzer Lorenz Wolf eine Schamottstein-Fabrik neben den Tongruben an der damaligen Rollhofener Höhe gegründet. Der bayerische König Ludwig II. genehmigte die von Wolf 1869 beantragte Benennung der Wohn- und Fabrikgebäude als Wolfshöhe, womit der Gemeindeteil offiziell gegründet war. Die Tonwerke bestehen noch; in dem Gemeindeteil ist außerdem die Brauerei Wolfshöher angesiedelt, die ebenfalls 1872 von Wolf gegründet wurde.

Neunkirchen hat die Vorwahl 09123. In den Gemeindeteilen gilt die 09153.
Es gibt auf dem Gemeindegebiet die Gemarkungen Kersbach, Neunkirchen am Sand, Rollhofen und Speikern. Die Gemarkung Neunkirchen am Sand hat eine Fläche von 3,033 km². Sie ist in 1084 Flurstücke aufgeteilt, die eine durchschnittliche Flurstücksfläche von 2797,96 m² haben.

## Geschichte

### Frühe Geschichte
Das Gebiet um Neunkirchen ist seit früher Zeit besiedelt und es gilt als wahrscheinlich, dass sich bereits in der mittleren Steinzeit im Gebiet um Speikern Jäger aufhielten (etwa um 2000 v. Chr.). Unterhalb des Glatzenstein wurden auch Urnenfelder aus der Bronzezeit, etwa 1800–1300 v. Chr. freigelegt, in denen man einen Schnurkeramikkrug, Knochenbecher und einen Steinlöffel fand. Ein Grabfund aus der Hallstattzeit, in dem 1962 Gefäße und eine tönerne Reiterfigur – das sogenannte Speikerner Reiterlein – gefunden wurden, bezeugen die Besiedelung in keltischer Zeit.
Im Jahre 1227 wurde Nivwinkirchen (Neunkirchen) erstmals urkundlich erwähnt. Die älteste urkundliche Erwähnung von Speikern stammt aus dem Jahre 1361. Neunkirchen, eine alte Eichstätter Missionspfarrei, neben Bühl die Hauptpfarrei für das Gebiet, ist jedoch bedeutend älter als die Urkunde vermuten lässt. Bereits um die erste Jahrtausendwende wurde über diese beiden Missionskirchen von Eichstätt her, schon vor der Errichtung des Bistums Bamberg, eine weite Umgebung für das Christentum gewonnen. Im Jahre 1016 wurde der Neunkirchener Pfarrsprengel, der ein riesiges Gebiet umfasste, vom Bistum Eichstätt an das neu gegründete Bistum Bamberg abgetreten.
Neunkirchen am Sand, wie auch die Gemeindeteile Speikern, Rollhofen und Kersbach mit Weißenbach, gehörten über Jahrhunderte zur Herrschaft Rothenberg. Die Zugehörigkeit zu diesem Ländchen prägte ihre Geschichte mit. Ein bedeutender Schritt war der Ankauf der Herrschaft Rothenberg durch die Ganerben im Jahre 1478. Diese Interessengemeinschaft von 44 angesehenen fränkischen Rittern führte im Jahre 1529 die Reformation im ganzen Rothenberger Land ein. Während des Dreißigjährigen Krieges besetzten die Kurbayern das Rothenberger Gebiet und erwarben es nach dem Krieg. Damit hielt die Gegenreformation Einzug in das Rothenberger Land, es wurde rekatholisiert.

### Eingemeindungen
Im Zuge der Gebietsreform in Bayern wurden am 1. Januar 1972 die Gemeinden Kersbach, Rollhofen und Speikern eingegliedert.

## Politik

### Bürgermeister
- Erster Bürgermeister: Jens Fankhänel (CSU)[7]
- Zweiter Bürgermeister: Petra Schwemmer (FWG)
- Dritter Bürgermeister: Andreas Beck (CSU)

Vorgängerin des derzeitigen Bürgermeisters war von 2014 bis 2020 Martina Baumann (SPD).

### Gemeinderat
Der Gemeinderat besteht aus 16 Gemeinderäten und dem Ersten Bürgermeister.
|      | CSU | SPD | FWG | Gesamt   |
| 2020 | 6   | 5   | 5   | 16 Sitze |
| 2014 | 5   | 6   | 5   | 16 Sitze |
| 2008 | 7   | 5   | 4   | 16 Sitze |

(Stand: Kommunalwahl am 15. März 2020)
Ausschüsse: Hauptverwaltungsausschuss, Grundstücks- und Bauausschuss, Umlegungsausschuss, Rechnungsprüfungsausschuss.

## Wappen
| Wappen von Neunkirchen am Sand | Blasonierung: „Geviert; 1: schräg geteilt von Gold und Rot; 2: in Rot eine silberne Lilienkrone; 3: in Gold eine rote heraldische Rose mit goldenem Butzen und silbernen Kelchblättern; 4: fünfmal schräg geteilt von Rot und Silber.“ |
| Wappen von Neunkirchen am Sand | Wappenführung seit 1984. |

### Partnergemeinden
- Triebes (Thüringen) seit 1990

## Kultur

### Ausbildung
- Grundschule
- Volkshochschule Unteres Pegnitztal

### Kinder
- Kindergärten in Neunkirchen, Speikern und Rollhofen.
- Katholische Jugendgruppe
- Evangelische Jugendgruppe

### Theater
Jährlich finden im Gasthaus Waldschänke Theateraufführungen des Theatervereins Die Sandhas’n statt.

### Kirche
Das Wahrzeichen von Neunkirchen am Sand ist die katholische Pfarrkirche Maria Himmelfahrt. Auf einer Anhöhe im Ortskern prägt sie seit Jahrhunderten das Ortsbild. Bei der von dem ehemals stark befestigten Friedhof umgebenen Kirche handelt es sich um eine Kirchenburg. Die Umwallung umschloss außer der Kirche und dem Friedhof das Pfarrhaus, das Mesnerhaus, ein Bauernhaus und noch ein weiteres Gebäude.

## Schutzgebiete

### Archäologischer Wanderweg

Wegbeschreibung

Der Archäologische Wanderweg der Gemeinde Neunkirchen am Sand führt von Speikern über Kersbach rund um den Glatzenstein und ist einer der meistbegangenen Spazierwege im Nürnberger Land. Am Weg liegen mehrere Grabhügel, ein Abschnittswall, ein Kalk-Brennofen und eine Höhle. Auf Schautafeln am Wegrand werden die Geschichte der Hallstattzeit (750–500 v. Chr.) und verschiedene Funde ausführlich erläutert. Symbol des Wanderweges ist eine schematische Darstellung des Speikerner Reiterleins, dessen Fundstelle allerdings nicht berührt wird. Diese befindet sich südlich von Speikern auf dem Gemeindegebiet von Ottensoos.
Weglänge: 11 km, Gehzeit: 3 Stunden. Wanderzeichen: 
Der Verlauf des Archäologischen Wanderweges ist in OpenStreetMap einsehbar.

### Kräutergarten
Im Heinrichsgarten an der Kersbacher Straße in Speikern wuchsen viele Küchen- und Heilkräuter, die bereits im Mittelalter in dieser Gegend genutzt wurden. Informationstafeln geben Auskunft über ihre Anwendungen, Geschichten und weitere Hintergründe. Der Garten wurde im April 2010 entfernt.

### Glatzenstein
Der Glatzenstein ▼ ist ein markanter Kletterfelsen bei Weißenbach am Rand der Fränkischen Schweiz. An schönen Tagen hat man dort eine gute Aussicht. Der Blick folgt dem Rand der Fränkischen Schweiz. Wenn man in Richtung Nürnberg blickt, das an klaren Tagen deutlich zu erkennen ist, liegen zur rechten Hand der Rothenberg mit der Festung, Lillinghof und ganz in der Ferne Gräfenberg. Weiter links schließt sich der Blick mit Moritzberg, Deckersberg und Houbirg.

### Brunnen
In der Mitte Neunkirchens steht der Fischotterbrunnen.

### Fränkisches Hopfenmuseum
Der Schwerpunkt Hopfen bildet den Mittelpunkt einer heimatkundlichen Sammlung in der Fränkischen Hopfenscheune, die seit Mai 1993 in der Scheune des Anwesens Pinzer in Speikern vom Heimat- und Geschichtsverein Neunkirchen am Sand in vielen Stunden Arbeit aufgebaut wurde.

### Krippenweg
50 Stationen umfasst der jährliche Neunkirchener Krippenweg des Heimat- und Geschichtsvereins Neunkirchen am Sand.

### Regelmäßige Veranstaltungen
- Juni: Neunkirchener Sommerfest an der Munkerwiese
- Ende Juli: Pfarrsommerfest rund um das Pfarrheim und Kirchweih in Kersbach
- Zweites Augustwochenende: Kirchweih in Rollhofen mit Oldtimer-Ausfahrt
- September: Speikerner Hopfenfest des Heimat- und Geschichtsvereins

## Verkehr
Der Bahnhof Neunkirchen a Sand liegt an der Bahnstrecke Nürnberg–Cheb und an der dort beginnenden Schnaittachtalbahn nach Simmelsdorf-Hüttenbach. Er wird mindestens stündlich von Regionalbahnzügen in Richtung Nürnberg, Neuhaus an der Pegnitz und Simmelsdorf-Hüttenbach bedient.
Durch den Ort verläuft der Fränkische Marienweg.

## Söhne und Töchter der Stadt
- Kunigunde Fischer (1882–1967), Politikerin (SPD), Landtagsabgeordnete, geboren im Ortsteil Speikern
- Armin Kroder[10] (* 1973), Jurist, amtierender Landrat des Landkreises Nürnberger Land